# Berguette
Berguette is een plaats in het Franse departement Pas-de-Calais en een deelgemeente (commune associée) van de gemeente Isbergues. De oude dorpskern van Berguette ligt twee kilometer ten zuiden van die van Isbergues.

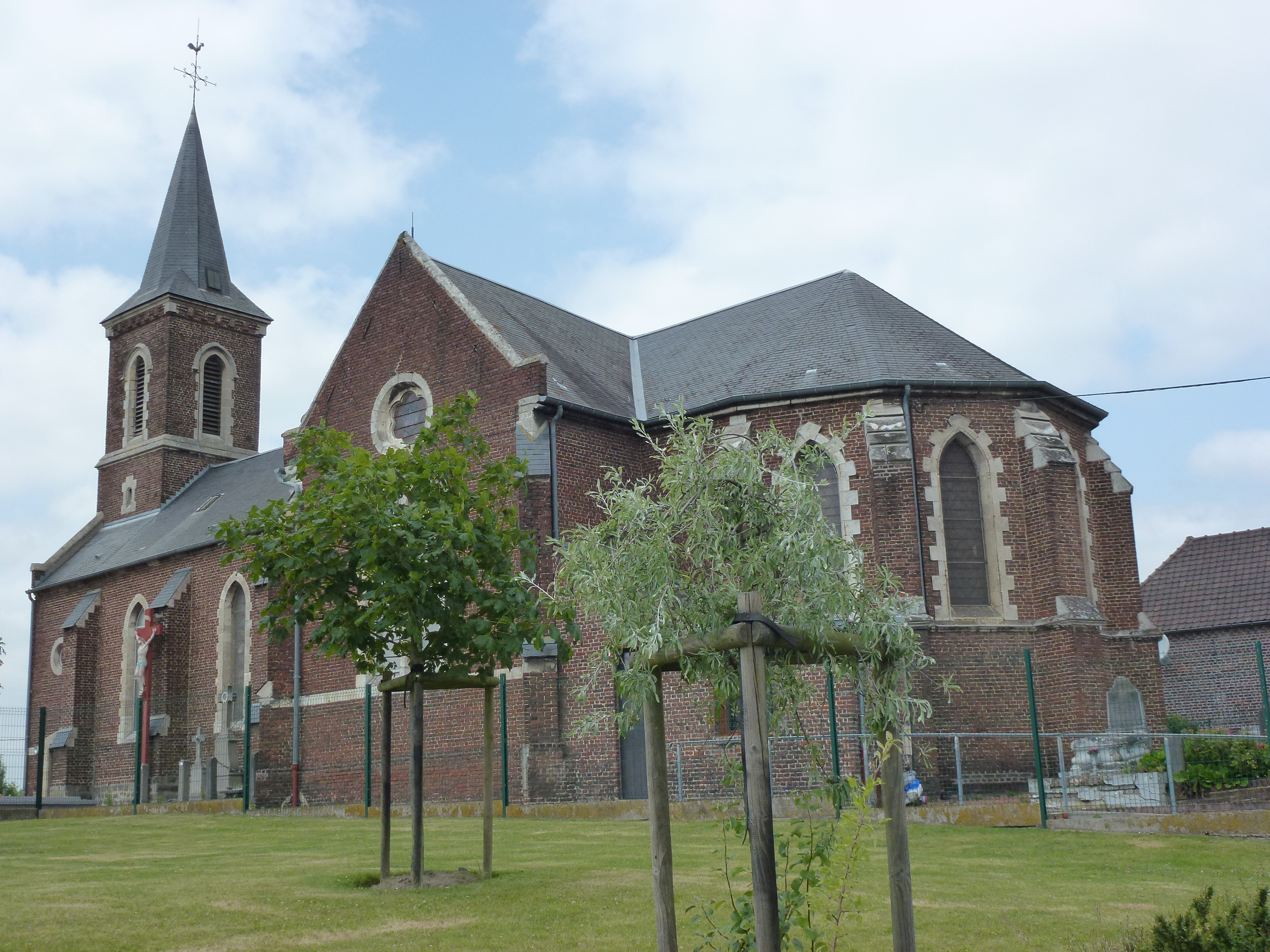
Église Saint-Pierre

## Geschiedenis
In de 12de eeuw werd de plaatsnaam vermeld als Berghettes en Bergetes. De oorsprong wijst op de in die periode naast elkaar voorkomende verschillende taalgroepen in het gebied. Berg van Germaanse afkomst en de verkleinde vorm ette is Romaans; Bergje dus eigenlijk.
Aan het eind van het ancien régime werd Berguette als gemeente gevormd. In 1996 werd die gemeente Berguette samen met de gemeente Molinghem aangehecht bij de gemeente Isbergues in een "fusion association".

## Bezienswaardigheden
- De Église Saint-Pierre.
- Op het gemeentelijk kerkhof van Berguette bevinden zich 27 Britse oorlogsgraven uit de Eerste Wereldoorlog.